# Natalia Chueca Muñoz
Natalia Chueca Muñoz (Saragossa, 7 de setembre de 1976) és una política aragonesa, alcaldessa de Saragossa des de juny de 2023.

## Biografia
Va néixer a Saragossa, el 7 de setembre de 1976, es va criar al barri saragossà de Delicias, i està casada i amb tres fills. Natalia és llicenciada en Administració i Direcció d'empreses amb premi extraordinari per la Universitat de Saragossa. Posteriorment, va aconseguir un MBA a l'Escola d'Alta Direcció i Administració i va cursar un Programa Superior en Direcció de Màrqueting i Comunicació Digital.
Ha sigut directora de Màrqueting i Comunicacions de la multinacional aragonesa Imaginarium i membre del Comitè de Direcció de la companyia. Anteriorment, va treballar durant més de cinc anys en dues de les agències de comunicació multinacionals Bassat Ogilvy i McCann Erickson. I prèviament va treballar com a consultora d'Estratègia a KurtSalmon FTG SL. Ha estat directora de Negoci Corporatiu de Bros Group Worldwide Executive Search i les classes a la Universitat ESIC, on ha estat professora a l'Executive Master in Business Administration, dins del mòdul de màrqueting i comunicació.

## Política
Va formar part de la llista electoral del Partit Popular per a les eleccions municipals de 2019 a Saragossa, encapçalada per Jorge Azcón, que va aconseguir l'alcaldia. Natalia Chueca va entrar com a regidor de l'Ajuntament de Saragossa, i amb la formació del govern municipal el 15 de juny de 2019, va passar a ser la consellera de Serveis Públics i Mobilitat de l'Ajuntament de Saragossa fins a 2023. Després del salt de Jorge Azcón, que va anunciar la seva candidatura per a les eleccions a les Corts d'Aragó de 2023, Chueca va ser elegida com a candidata a l'alcaldia per a les eleccions municipals de 2023 a Saragossa. Des del 17 de juny de 2023 és l'alcaldessa de Saragossa després d'haver guanyat la votació.